# 中国人民政治协商会议全国委员会书画室
中国人民政治协商会议全国委员会书画室，简称书画室，是中国人民政治协商会议全国委员会开展委员联谊活动的场所之一。

## 简介
书画室成立于1985年。其主要任务是“联系和团结书画界的全国政协委员，发挥他们的特殊优势”，推动统战工作。书画室主任一般由全国政协副主席兼任。
1985年1月，经刘海粟、华君武、启功、黄胄、黄苗子等书画家提议，在全国政协主席邓颖超关怀下，在政协第六届全国委员会第三次会议上，以刘海粟为主任，华君武、黄胄、黄苗子为副主任的全国政协书画室成立。当时全国政协副主席方毅出席了书画室成立大会，杨静仁副主席致词，彭友今秘书长、杨拯民副秘书长、刘海粟、华君武、黄胄、黄苗子、李可染、董寿平、常书鸿、王振铎、古元、启功、胡絜青、张君秋、周而复、魏传统、潘素等委员及知名书画家到会。以“书画会友、翰墨传情”为特色的政协书画工作自此确立。同年6月5日的书画室主任会议上，增补董寿平、启功为书画室副主任。
书画室的主要活动是展览与出版，每次举办重要展览，书画室都同步出版画册。1986年5月，全国政协书画室组织内地画家赴香港举办“当代中国绘画展”，派出以华君武、董寿平等为成员的书画家代表团到香港学习观摩。1988年4月，全国政协委员韩美林代表全国政协书画室接待台湾女作家琼瑶一行，琼瑶一行随后拜访了李可染、刘海粟、黄胄。1988年8月，新加坡画家陈文希等6人在北京举办画展，同全国政协书画界委员董寿平、黄胄、启功、吴冠中交流。
1989年，书画室组织“庆祝人民政协成立40周年书画展”。1994年，组织“全国政协成立45周年书画展”。1999年，为庆祝人民政协成立50周年，书画室与故宫博物院、中国美术馆、荣宝斋、北京画院等单位联合筹备举办“近代国画名家”画展，7位中共中央政治局常委全部前来参观。在此基础上，始自2002年的“当代国画优秀作品展”系列展陆续举办。为推动此展继续进行，2004年4月在北京召开“全国政协系统书画工作联席会”，39个省、自治区、直辖市及副省级城市的代表出席。在全国政协书画室成立的影响下，各省市政协也陆续成立书画室或者书画院，部分民主党派中央也陆续成立画院，全国政协书画室联系各省市书画室的工作。2009年5月，全国政协书画室在武汉召开“全国部分省自助区、直辖市政协书画工作会议，书画室主任张思卿在讲话中提出政协书画室的八项职能，这对地方政协书画工作具有指导意义。
1998年抗洪救灾中，全国政协募集到2亿6千万余元捐款，为答谢捐助者，书画室组织画界委员创作出70多幅作品，回赠给捐款100万元以上者。2003年非典疫情爆发，为向战斗在抗击非典一线的医务工作者致敬，欧阳中石、沈鹏、刘炳森、王明明、苏士澍等在京全国政协书画室委员完成了四张大幅国画和书法作品，以全国政协办公厅名义赠送北京市人民政府及中华人民共和国卫生部。2008年汶川地震，全国政协书画室迅速组织笔会，募捐到500万元善款。2010年玉树地震时，书画室组织笔会，募捐到200万元善款。
2014年，全国政协书画室、中国书法家协会等单位主办“香江翰墨中华情——2014香港名家书法精品展”，这是中国书协香港分会成立后第一次集体到北京参展。2015年11月，全国政协书画室与台盟中央等单位举办第二届“两岸一家亲，共圆中国梦”两岸四地书画艺术交流活动。两岸四地书画家100多件作品在全国政协礼堂展出，同期举行两岸四地书画艺术交流与合作座谈会。
2006年4月28日，全国政协书画室雕塑工作室在北京金台艺术馆正式挂牌成立。
全国政协书画室创立初期，便开展了系列书画艺术讲座，邀请全国政协委员中的知名书画家主讲，每次都由一名书画室副主任主持，参加讲座的既有全国政协副主席缪云台、吕正操等领导，也有在京全国政协委员，还有全国政协机关对书画感兴趣的人员。讲座从1985年6月2日全国政协委员启功主讲书法开始，先后主讲的有董寿平、溥松窗、徐北汀、秦岭云、刘炳森、孙轶青等，其中1985年10月至12月书画室副主任董寿平三次主讲《如何画梅花》、《如何画兰花》、《如何画竹》。
自1990年代起，刘炳森委员在政协会议上呼吁恢复书法课。2009年，在全国政协十一届二次会议上，全国政协常委、书画室副主任苏士澍代表全国政协书画室作了题为《加强青少年书法进课堂刻不容缓》的大会发言，委员们呼吁“写好中国字，做好中国人”。由此推动了中华人民共和国教育部《中小学书法教育指导纲要》的实施、11家出版社的书法课本进入中小学。随后书画室开展“翰墨薪传”活动，呼吁大力培训书法教师，持续推进书法进校园活动。
2006年，在连续两年对中国美术现状及发展趋势专题调研的基础上，全国政协书画室召开“中国画创作的现状及发展前景”专题学术研讨会。2008年6月29日，全国政协书画室主任张思卿和几位副主任考察798艺术区。2015年10月，中共中央发布《中共中央关于繁荣发展社会主义文艺的意见》，为此在2015年11月，全国政协书画室、《中国政协》杂志社举办“委员沙龙”，进行探讨。
2014年，全国政协副主席、书画室主任马飚率书画室组织的全国政协“大数据下的中国书画艺术发展”委员考察团分别考察北京、安徽、浙江等地，委员们提交了《大数据下的中国书画艺术发展考察报告》和《降低税负，实施扶持政策，促进文房四宝行业健康发展的建议》，提出统筹推进国家书画艺术和信息化发展战略、设中国书画艺术数字博物馆等建议。
为配合2015年全国政协专题议政性常委会关于“制定国民经济和社会发展‘十三五’规划”的专题，全国政协书画室组织委员围绕“‘十三五’规划中建设社会主义文化强国”课题，通过书面报告为中国书画艺术的繁荣与发展提出意见与建议。此外，书画室还长期关注文物保护、中外文化交流、博物馆建设、非物质文化遗产保护等问题。
2015年4月，全国政协副主席、书画室主任马飚带队，全国政协书画室组织书画界委员到云南边疆的县、市、村考察采风创作，深入深山峡谷中的独龙族聚居地，并来到“三严三实”学习典型、“时代楷模”、优秀共产党员高德荣家看望他，还纷纷为他画像。
2014年9月，全国政协主席俞正声、全国政协副主席杜青林、全国政协副主席兼秘书长张庆黎参观“团结·和谐——庆祝人民政协成立六十五周年美术书法作品展”，对书画工作在统战政协工作中的作用，在广泛团结各族各界书画艺术代表人士，在推动“以书画会友”为特色的统战工作中发挥的作用给予很高评价。

## 历任领导
| 第六届 主任 - 刘海粟（1985年1月—1988年，全国政协常委兼） 副主任 - 华君武（1985年1月—1988年） - 黄胄（1985年1月—1988年） - 黄苗子（1985年1月—1988年） - 董寿平（1985年6月5日—1988年） - 启功（1985年6月5日—1988年） 名誉主任 - 赵朴初（？—？） | 第七届 主任 - 刘海粟（1988年—1993年，全国政协常委兼） 副主任 - 启功（1988年—1993年） …… |

| 第八届 主任 - 启功（1993年—1998年，全国政协常委兼） 副主任 …… | 第九届 主任 - 张思卿（1998年—2003年，全国政协副主席兼） 副主任 - 郭怡孮（1998年—2003年） - 王成喜（1998年—2003年） …… |

| 第十届 主任 - 张思卿（2003年—2008年，全国政协副主席兼） 副主任 - 白雪石（2003年—2008年） - 吴冠中（2003年—2008年） - 靳尚谊（2003年—2008年） - 韩美林（2003年—2008年） - 王成喜（2003年—2008年） - 赵喜明（2003年—2008年） - 苏士澍（2003年—2008年） - 王明明（2003年—2008年） | 第十一届 主任 - 张思卿（2008年—2014年5月，全国政协副主席兼） 副主任 - 白雪石（2008年—2011年4月22日逝世） - 吴冠中（2008年—2010年6月25日逝世） - 靳尚谊（2008年—2014年5月） - 韩美林（2008年—2014年5月） - 王成喜（2008年—2014年5月） - 赵喜明（2008年—2014年5月） - 苏士澍（2008年—2014年5月） - 王明明（2008年—？） - 杨力舟（？—2014年5月） - 陈广文（？—2014年5月） - 张海（？—2014年5月） - 赵学敏（？—2014年5月） |

| 第十二届 2014年5月14日全国政协书画室主任会议调整后的领导成员是： 主任 - 马飚（2014年5月—2018年3月，全国政协副主席兼） 副主任 - 刘家强（2014年5月—2018年3月） - 靳尚谊（2014年5月—2018年3月） - 韩美林（2014年5月—2018年3月） - 王成喜（2014年5月—2018年3月） - 王明明（2014年5月—2018年3月） - 苏士澍（2014年5月—2018年3月） - 杨力舟（2014年5月—2018年3月） - 张海（2014年5月—2018年3月） - 刘大为（2014年5月—2018年3月） - 赵学敏（2014年5月—2018年3月） - 覃志刚（2014年5月—2018年3月） - 唐勇力（2014年5月—2018年3月） - 许钦松（2014年5月—2018年3月） 名誉主任 - 张思卿（2014年5月—2018年3月） | 第十三届 主任 副主任 |